# 千島群島 (北美洲)

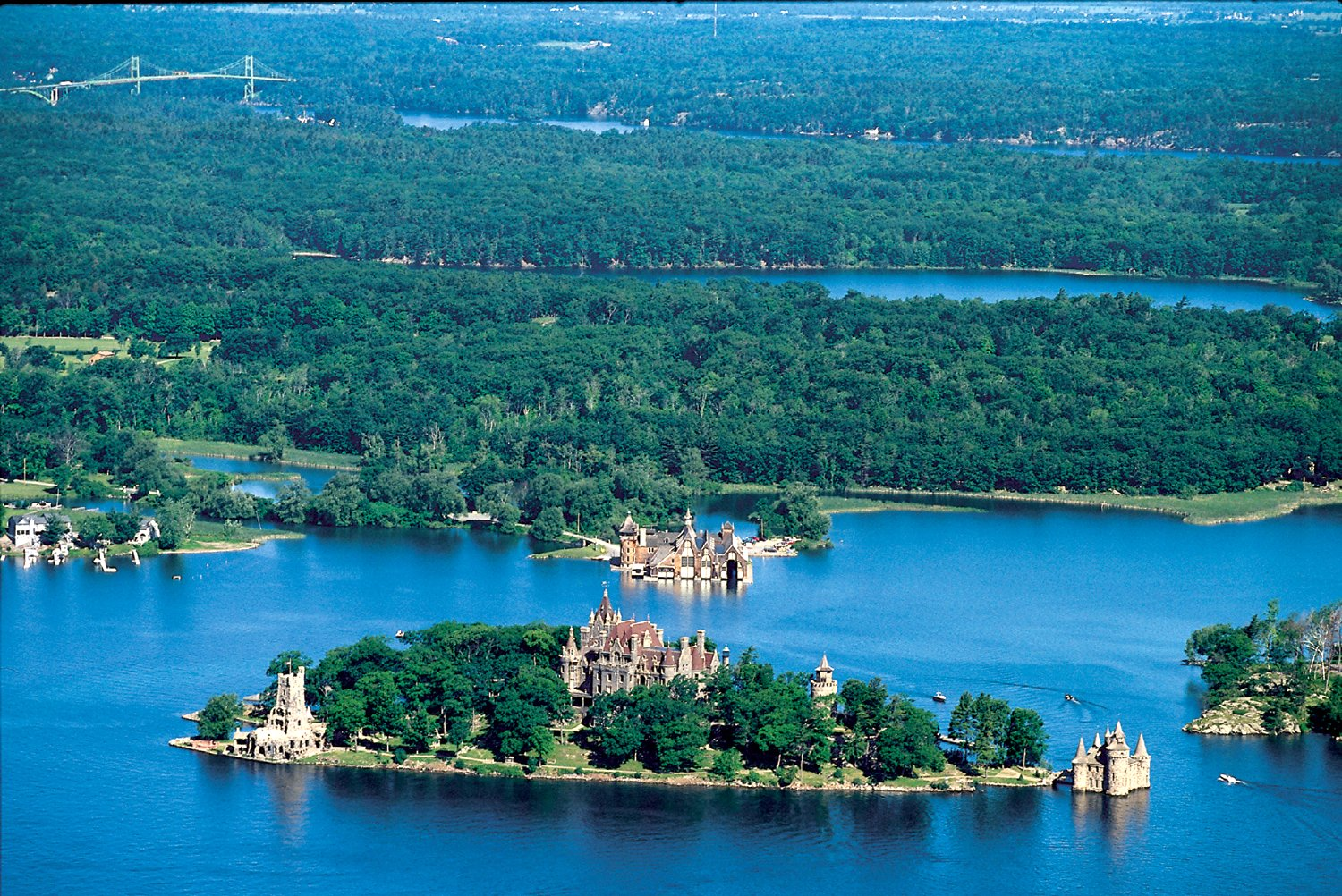
千岛湖鸟瞰（博尔特城堡）

千島群島（英語：Thousand Islands），又稱千島湖，位于北美洲圣劳伦斯河与安大略湖的交汇处，它们从京士顿向圣劳伦斯河下游延伸约80公里，是一个拥有1865个小岛的景点，分属加拿大、美国两国。美国部分属纽约州，加拿大部分则属于安大略省。
湖中的小岛大的有100km²，小的只有几块礁石。有些岛上有建筑物，比较著名的是心岛上的博尔特城堡。

## 地理
千岛群岛是安大略湖流往圣劳伦斯河的出口，被美加边境等分。千岛群岛最大的岛是沃爾夫島 (千島群島)，最小的则是只能容纳一栋房子的小岛，该岛也是美国最小的有人居住的岛屿。

## 历史
在欧洲殖民美洲前，易洛魁人和奥吉布瓦人曾在千岛群岛居住或探险。他们将千岛群岛叫做Manitouana，意为精神花园。
1812年战争时，千岛群岛也是美英双方的战场之一，许多岛屿至今还保留着战争时期的堡垒和遗迹，如惠灵顿堡。
19世纪末期至20世纪初期，这里开始成为富人的避暑圣地，许多来自美国大城市的富商在此购买岛屿并建造度假住宅和别墅，其中最有名的是商人乔治·博尔特在心岛为妻子建造的在博尔特城堡。
千岛群岛一直是休闲游艇的中心，许多游客乘坐游艇游览千岛群岛，此地也承办了很多游艇比赛。